# Александра Перишић
Александра Перишић (Београд, 2. јул 2002) српска је репрезентативка у теквондоу.

## Каријера
Прву медаљу на великим такмичењима освојила је на Европском првенству 2022. када је освојила бронзану медаљу. Исте године је на Гран-прију у Манчестеру освојила сребрну медаљу. У финалу је изгубила од Францускиње Магде Вијет-Енен. На Светском првенству 2022. које ускоро уследило направила је још један велики успех освојивши сребро.
Године 2023. је освојила две златне медаље — прву на Европским играма 2023, а другу на Гран-прију која јој је помогла да се квалификује за Летње олимпијске игре 2024.
Освојила је сребрну медаљу на Олимпијским играма 2024. године у Паризу.